# متحف الخليل
متحف الخليل متحف فلسطيني يقع في حارة الدارية قرب خان الخليل، هو من العقارات الوقفية والأثرية المهمة في المدينة، وكان في الأصل حماماً تركياً عرف باسم حمام إبراهيم الخليل وبقرار من الرئيس ياسر عرفات حول إلى متحف. وما زال الحمام التركي فيه إلى الآن محافظ على شكله ورونقه مما برر تحويله إلى متحف.

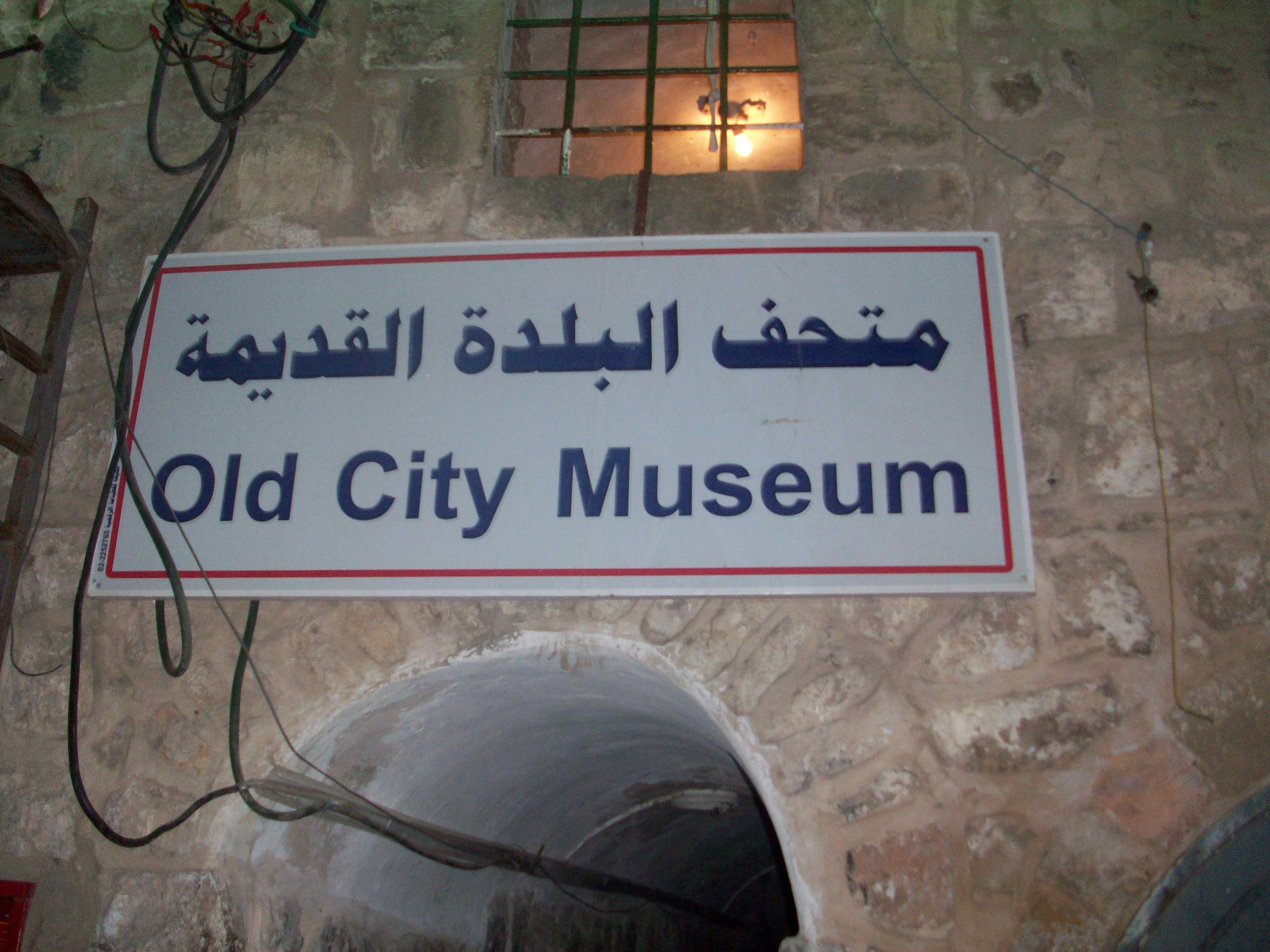
متحف البلدة القديمة - مدينة الخليل